# Toropuku stephensi
Genre
Espèce
Synonymes
- Hoplodactylus stephensi Robb, 1980

Statut de conservation UICN

 EN  : En danger
Statut CITES
Toropuku stephensi, unique représentant du genre Toropuku, est une espèce de geckos de la famille des Diplodactylidae.

## Répartition
Cette espèce est endémique de Nouvelle-Zélande. Elle se rencontre sur les îles Stephens et de Maud et dans la péninsule de Coromandel sur l'île du Nord.

## Étymologie
"Toropuku" signifie "secret/furtif" en maori en référence au peu de connaissance que nous avons sur cette espèce.

## Publications originales
- Nielsen, Bauer, Jackman, Hitchmough & Daugherty, 2011 : New Zealand geckos (Diplodactylidae): Cryptic diversity in a post-Gondwanan lineage with trans-Tasman affinities. Molecular Phylogenetics and Evolution, vol. 59, n. 1, p. 1-22 (texte intégral).
- Robb, 1980 : New Zealand Amphibians and Reptiles in Colour. Collins, Auckland, p. 1-128.